# Алексеев, Павел Фёдорович

Бюст на аллее Героев в городе Пласт

Па́вел Фёдорович Алексе́ев (29 июня [12 июля] 1912, Пласт, Оренбургская губерния — 28 апреля 1985, Ростов-на-Дону) — советский военный лётчик, в годы Великой Отечественной войны — командир эскадрильи 142-го гвардейского штурмового авиационного полка 8-й гвардейской штурмовой авиационной дивизии 1-го гвардейского штурмового авиационного корпуса 2-й воздушной армии 1-го Украинского фронта, гвардии капитан. Герой Советского Союза (27.06.1945), подполковник.

## Биография
Родился 29 июня [12 июля] 1912 года в посёлке Пласт в семье рабочего. По другой версии — родился в городе Белорецк. По национальности русский. До призыва в Красную Армию в 1932 году работал шофёром на Белорецком металлургическом заводе. По окончании в 1936 году Ульяновской лётной школы работал инструктором-лётчиком Пятигорского аэроклуба.
На фронтах Великой Отечественной войны с 1941 года. В 1943 году вступил в члены ВКП(б)/КПСС. По состоянию на май 1945 года им совершено 134 боевых вылета.
Из наградного листа:

«По подтвержденным данным истребителей прикрытия 152, 153, 156 гиоп, фотоснимков и экипажей штурмовиков, уничтожил и повредил 37 танков, 136 автомашин, 5 бронетранспортеров, 14 повозок, 70 ж.-д. вагонов, взорвал 7 складов с боеприпасами и ГСМ, подавил огонь 3 батарей МЗА, 4 артбатарей на огневой позиции, разрушил 2 переправы через водные рубежи, уничтожил на аэродроме 6 самолётов, в воздушном бою сбил 1 ME-109, рассеял и частично уничтожил свыше полка пехоты противника».
— Герои страны. Алексеев Павел Фёдорович. Дата обращения: 29 июня 2010. Архивировано 10 апреля 2012 года.
Указом Президиума Верховного Совета СССР от 27 июня 1945 года за образцовое выполнение боевых заданий командования на фронте борьбы с немецкими захватчиками и проявленные при этом отвагу и геройство гвардии капитану Алексееву Павлу Фёдоровичу присвоено звание Героя Советского Союза с вручением ордена Ленина и медали «Золотая Звезда» (№ 7890).
После войны продолжил службу в ВВС СССР. С 1963 года в отставке. Жил в городе Ростове-на-Дону. Умер 28 апреля 1985 года.

## Награды
- Медаль «Золотая Звезда» Героя Советского Союза (27.06.1945, № 7890)
- Орден Ленина (27.06.1945)
- Три ордена Красного Знамени (10.08.1943, 4.12.1943, 19.06.1945)
- Орден Александра Невского (17.08.1944, № 8291)
- Два ордена Отечественной войны I степени (19.09.1943, 6.04.1985)
- Орден Отечественной войны II степени (19.05.1945)
- Орден Красной Звезды (30.12.1956)
- Медали, в том числе:
  - Медаль «За победу над Германией в Великой Отечественной войне 1941—1945 гг.»
  - Юбилейная медаль «Двадцать лет Победы в Великой Отечественной войне 1941—1945 гг.»
  - Юбилейная медаль «Тридцать лет Победы в Великой Отечественной войне 1941—1945 гг.»

## Память
- Похоронен на Северном кладбище в Ростове-на-Дону.